# Monte Forbes
Il monte Forbes è la sesta montagna più alta della catena delle Montagne Rocciose Canadesi, localizzata nella provincia canadese dell'Alberta.
La sua cima raggiunge un'altezza di 3.612 metri sul livello del mare.